# USS Albuquerque (SSN-706)
Za druga plovila z istim imenom glejte USS Albuquerque.
USS Albuquerque (SSN-706) je jedrska jurišna podmornica razreda los angeles.